# Observador aéreo
O Observador Aéreo é o militar especializado apto a planejar e realizar missões operacionais de ligação de comando, de observação ou de reconhecimento aéreo a bordo de aeronaves militares, de órgãos de segurança pública ou civis. 
No Exército Brasileiro, este profissional tem base suficiente para operar equipamentos e sensores para captação de imagens dos Sistemas de Aeronaves Remotamente Pilotadas (SARP), assessorar os Estados - Maiores de Organizações Militares no que tange aos conhecimentos de aviação, meteorologia, aeronáutica e reconhecimento aéreo especializado de objetivos militares, atuar na condução de tiro de artilharia e morteiro pesado e como oficial de ligação junto a Organizações Militares da Força Aérea Brasileira (FAB), no que diz respeito à coordenação e planejamento de missões aéreas. 
Diferente de um leigo que tripule uma aeronave, o observador aéreo, tem condições de visualizar e interpretar os objetivos de uma missão que lhe foi passada. Esta análise detalhada vai enriquecer o relatório enviado ao escalão superior que empregará sua tropa adequadamente, causando assim um menor número de perdas humanas.
A observação aérea pode ser classificada como direta ou indireta. A direta consiste na técnica de se empregar um observador aéreo embarcado em alguma aeronave, seja de asa fixa ou rotativa, enquanto a indireta consiste em se utilizar um veículo aéreo motorizado que não possui um piloto ou qualquer ser humano embarcado para cumprir missões através de seus equipamentos.
A observação aérea é caracterizada também como uma tarefa em que um observador aéreo é conduzido por uma aeronave para realizar a condução de fogos de artilharia. Nada impede que o tiro seja conduzido por um observador aéreo operando uma aeronave remotamente pilotada. 

## Brasil

### Breve Histórico

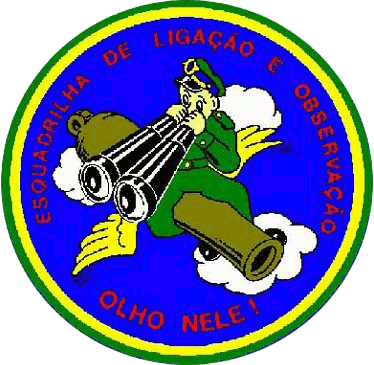
Insígnia da 1ª ELO

Foi em 24 de junho de 1867, durante a Guerra do Paraguai, que um militar brasileiro, Major Francisco Cezar da Silva Amaral, agindo por ordem do comandante em chefe das Forças Brasileiras, o Marques de Caxias, fez o 1° voo em balão, no Brasil. Teve este o marco inicial do emprego do observador aéreo como meio militar capaz de fornecer informações que contribuiriam na tomada de decisões dos chefes militares. 
Em 1919, com a vinda da Missão Militar Francesa, foi criada a Escola de Aviação Militar, no campo Délio Martins de Matos, o Campo dos Afonsos. Esse Estabelecimento passou a ser responsável pela formação das quatro categorias de aviadores do nosso Exército: os pilotos, os observadores aéreos, os mecânicos de voo e os metralhadores.
A primeira turma de Observadores Aéreos do Exército formou-se em 1921 e teve como Observador Nr 01 o então, 1º Tenente de Artilharia Eduardo Gomes, futuramente, tornado Brigadeiro-do-Ar e patrono da Força Aérea Brasileira.
De 1942 a 1944, o Exército possuía apenas alguns observadores aéreos que preferiram permanecer na Força Terrestre. Contudo, no início do ano de 1944, fruto da decisão brasileira de combater na 2ª Guerra Mundial em apoio às tropas aliadas, foi criado um Curso expedito de Observador Aéreo, nas instalações da antiga Escola de Aviação Militar, para preparar militares do Exército e da FAB, que integraram a 1ª Esquadrilha de Ligação e Observação (1ª ELO).
Em 11 de agosto de 1952, por ato ministerial (Port Reservada n.° 58/54) foi criado o Curso de Formação de Observador Aéreo, na Escola de Instrução Especializada (EsIE), no Rio de Janeiro, onde, até os dias atuais, são formados observadores aéreos do Exército, da Marinha e das Nações Amigas.
Há uma previsão de o Curso funcionar em 2021, no Centro de Instrução de Aviação do Exército (CIAvEx), em Taubaté - SP. 

### Distintivo do Curso

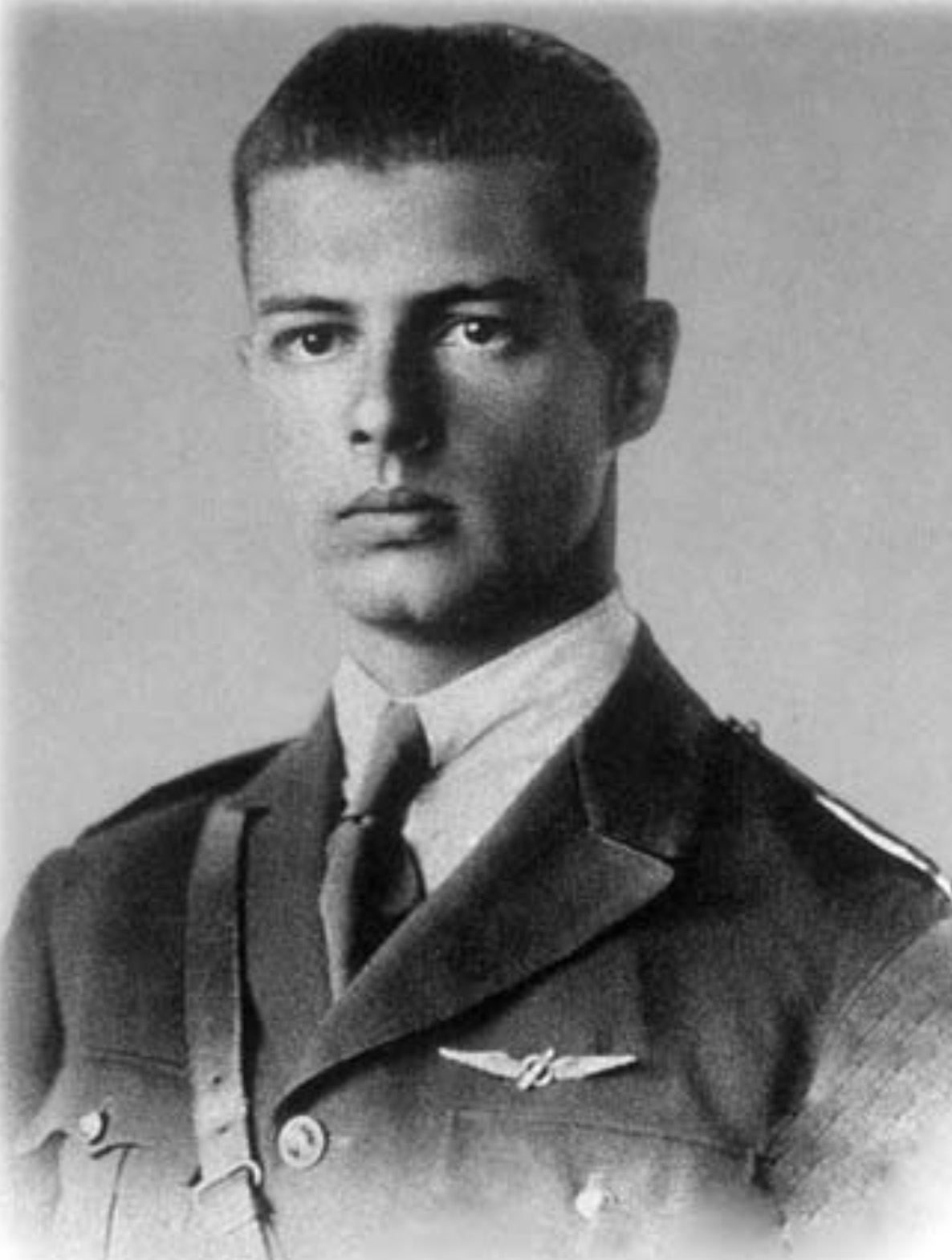
Tenente de Artilharia Eduardo Gomes com o distintivo de Observador Aéreo da E Av M

Existem três versões do distintivo de Observador Aéreo, sendo a primeira versão datada de 1919, nos idos da Escola de Aviação Militar, onde o Tenente de Artilharia do Exército, Eduardo Gomes, conclui o primeiro curso desta especialidade. O brevê possuía uma luneta sobreposta a uma letra "O" (de Observador) e ambos sobrepostos a um par de asas.

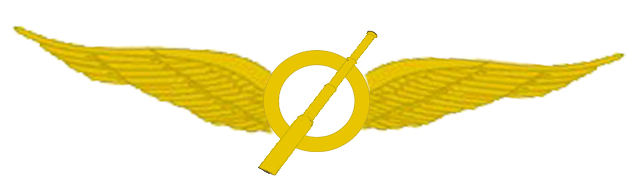
Distintivo de Observador Aéreo da Escola de Aviação Militar (1921 - 1940)

A segunda versão é datada no pós 2ª Guerra Mundial, possuindo uma aeronave modelo L-4 PIPER CUB (empregada pela 1º Esquadrilha de Ligação e Observação na 2ª Guerra Mundial) sobreposta ao Brasão do Exército, e ambos sobrepostos a um par de asas.

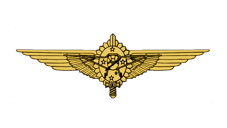
Distintivo de Observador Aéreo utilizado a partir da II GM.

A terceira versão é datada no ano de 2018 com o Brasão do Exército sobreposto a um par de asas.
O brevê busca prestar uma homenagem à história da atividade e Observação Aérea no Exército Brasileiro cuja primeira utilização militar ocorreu durante a Guerra da Tríplice Aliança (1865-1870) por seu patrono o Duque de Caxias.

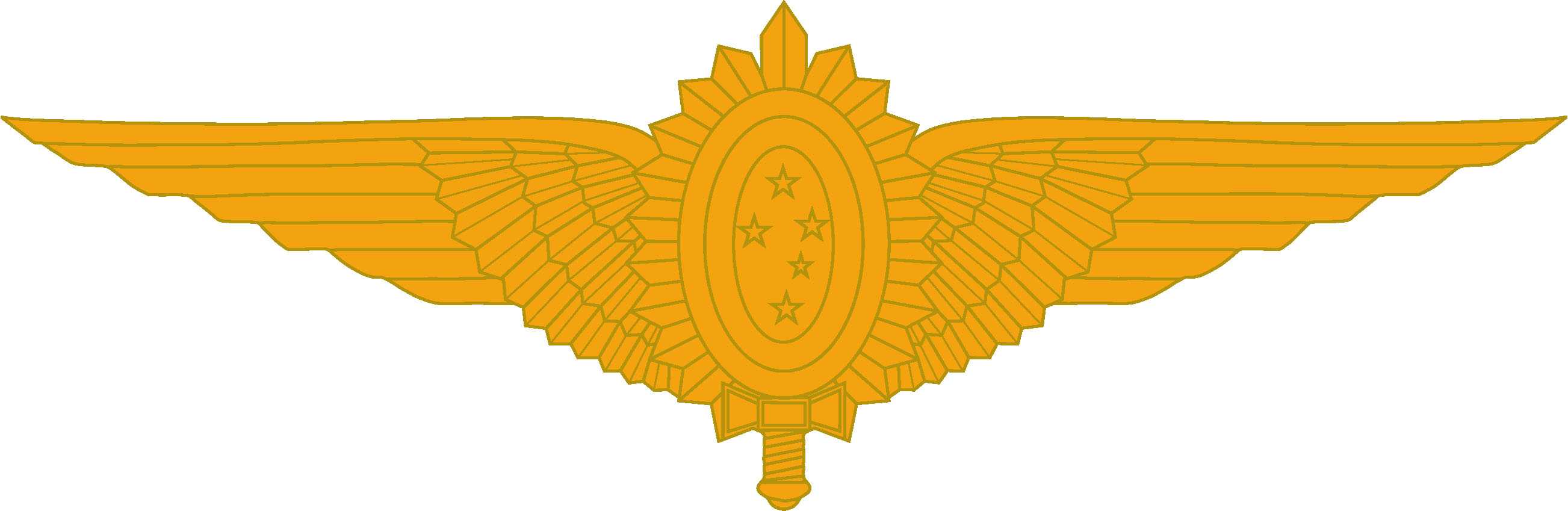
Distintivo atual de Observador Aéreo

### Seção de Observação Aérea
A Seção de Observação Aérea do Centro de Instrução de Aviação do Exército possui a missão de ensino de condução do Curso de Observador Aéreo e o Curso de Operador de Sistema de Aeronaves Remotamente Pilotadas (SARP), objetivando a formação de recursos humanos especializados, desenvolvimento e atualização doutrinária e apoio a outros Estabelecimentos de Ensino.

### Missões de Observação Aérea
1. Conceito da missão observação aérea: Missão de apoio ao combate, realizada num quadro de operações aeromóveis, em que a aeronave conduz pessoal especializado, com a finalidade de obter dados sobre objetivos de interesse militar.
2. A missão da Observação Aérea é aumentar a capacidade das tropas de superfície na condução de operações de combate rápidas e contínuas. A maioria das missões realizadas com o objetivo de aumentar a referida capacidade, guarda estreita ligação com as missões de inteligência.
3. A missão de Inteligência é produto resultante da análise de informações concernentes a nações estrangeiras hostis, ou forças/elementos potencialmente hostis, ou áreas de operações reais ou potenciais. Trata das Necessidades de Inteligência (NI) estabelecidas na missão. São elas:
a) levantamento geral de área (LGA);
b) levantamento de crimes transfronteiriços (pista de pouso e garimpos clandestinos); e
c) levantamento de crimes ambientais (desmatamento, queimadas e extração ilegal de madeira).
4. Reconhecimento aéreo: consiste em uma missão planejada para obter, por meio de observação visual ou por qualquer meio de sensoriamento, informação sobre atividades e recursos de um inimigo ou potencial inimigo ou para levantamento de dados meteorológicos, hidrográficos, ou características geográficas de uma área particular. Ainda podemos citar:
a) reconhecimento de zona de aterragem ou de zonas de pouso de helicópteros;
b) reconhecimento de pontos sensíveis nas Áreas de Proteção Integrada; e
c) reconhecimento de áreas para o desdobramento de órgãos e instalações.
5. Vigilância aérea: consiste na observação contínua e sistemática de um espaço aéreo ou superfície, área, lugar, pessoa ou coisa, por meio visual, eletrônico ou fotográfico, com o propósito de detectar, identificar, locar e reportar informações de valor militar.
6. Aquisição de alvos: é definida como a detecção, identificação e localização de um alvo em detalhes suficientes para permitir a eficaz emprego de armas. Ainda podemos citar como trabalho do observador aéreo a:
a) identificação de alvos e objetivos para função inteligência; e
b) busca de alvos para função fogos.
7. Comando e controle (C²): conjunto de recursos humanos e materiais que, juntamente com determinados procedimentos, permite comandar, controlar, estabelecer comunicações com as forças amigas e obter informações sobre a evolução da situação e das ações desencadeadas. Podemos citar como exemplo:
a) controle aéreo de colunas motorizadas ou patrulhas terrestres; e
b) ligação de comando.
8. Missões Especiais: são outras missões de observação aérea que podem auxiliar o comandante no desenvolvimento de uma operação e incluem:
a) fotografia aérea; e
b) missões de observação de tiro de artilharia, morteiro pesado e fogo naval (MOT).
c) inspeção de camuflagem
d) controle de danos